# 科比特
科比特（来自于愛爾蘭語：An Carbad，意为下颚，漂砾）是北爱尔兰唐郡的一个小村庄，班布里奇以东5千米处。隶属班布里奇区。人口107人（39户，2011年人口普查）。2001年人口普查为95人。为《权力的游戏》第六季主要摄制地点。

## 风景名胜
- 科比特湖是一个水库，同时也是一个钓鱼的好去处。该湖占地面积70英亩，鳟鱼渔业由班布里奇垂钓俱乐部掌管。
- 班恩河也流经此处。

## 大北方铁路
科比特火车站在大北方铁路的延伸线上。
该站于1880年3月1日投入运营。
1995年5月2日，该站停运。此举由阿尔斯特交通管理局执行，是纽卡斯堡从铁路系统中分离出来。

## 出处
1. ↑  . Place Names NI.   [30 April 2015]. （原始内容存档于2016-03-03）.
2. ↑  . Census 2011 Results. NI Statistics and Research Agency.   [30 April 2015]. （原始内容存档于2015-04-22）.
3. ↑   (PDF). Railscot - Irish Railways.   [2012-05-06]. （原始内容存档 (PDF)于2007-09-26）.